# District de Khanewal
Le district de Khanewal est une subdivision administrative du sud de la province du Pendjab au Pakistan. Constitué autour de sa capitale Khanewal, le district est peuplé de plus de deux millions d'habitants. Il est entouré par les districts de Jhang et de Toba Tek Singh au nord, le district de Sahiwal à l'est, les districts de Vehari et de Lodhran au sud, et enfin par les districts de Multan et de Muzaffargarh à l'ouest.
Situé dans le sud rural et agricole du Pendjab, le district a été créé en 1985. Sa population de près de trois millions d'habitants en 2017 vit principalement des cultures et de l'industrie textile, et parle très majoritairement pendjabi.

## Histoire
Les origines de Khanewal sont obscures, mais la ville aurait obtenu ce nom à la fin du XIXe siècle. Sous administration du Raj britannique, Khanewal obtient le statut de « comité local » (area committee) en 1919, puis est élevé au rang de « comité municipal » ou « corporation municipale » (area committee) en 1933, et devient enfin un district en 1985, étant auparavant intégré au district de Multan.
À l'époque de la partition des Indes en 1947, la région connait de forts mouvements de populations, les minorités hindoues et sikhs émigrent en Inde, tandis que des musulmans font le trajet inverse. La population majoritairement musulmane de Khanewal soutenait la création du Pakistan et la Ligue musulmane. C'est ainsi que des minorités venant d'Inde et parlant haryanvi se sont implantées dans le district.

## Géographie et climat
Le district est placé sur la rive est du fleuve Indus, et est situé entre les affluents des rivières Ravi et Chenab. Il est ainsi principalement constitué de plaines irriguées. Le climat est chaud et relativement humide, l'été étant particulièrement chaud avec des températures situées en moyenne entre 29 et 42 degrés Celsius, et l'hiver doux avec des températures moyennes entre 6 et 21 degrés. La saison des pluies s'étend de juillet à septembre.

## Économie

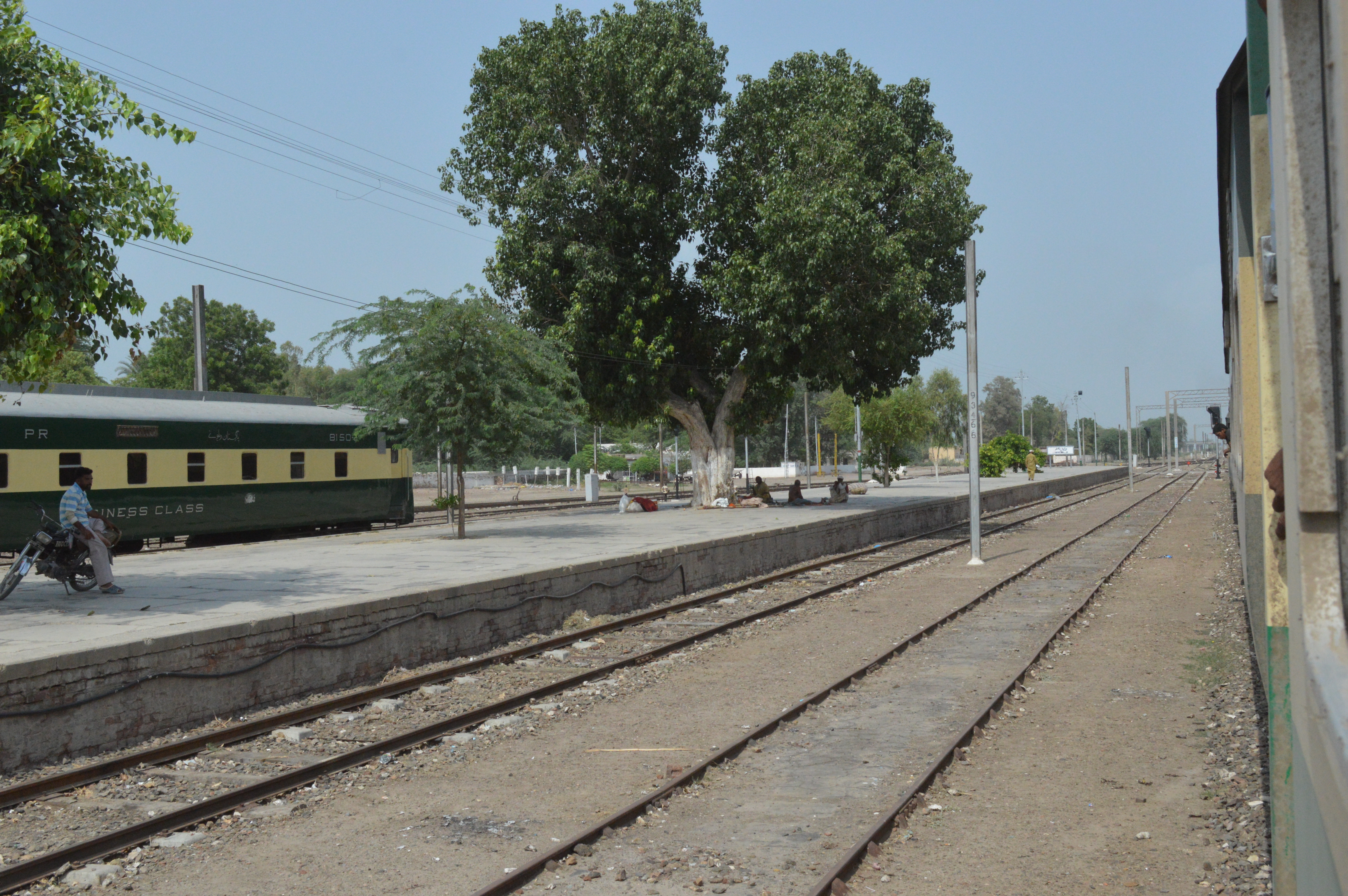
La gare de Khanewal, importante garde de jonction.

L'agriculture est le principal moyen de subsistance du district, l'industrie étant peu développée. Le district dispose d'un important réseau d’irrigation hérité de la période britannique. Les cultivateurs produisent notamment du blé, du coton, de la canne à sucre, ainsi que des fruits, comme du citron, des mangues et de la goyave, ainsi que des légumes. On trouve aussi des élevages de bovins, moutons, chèvres et buffles. L'industrie est surtout liée à cette agriculture, puisqu'on trouve des moulins à farine et à canne à sucre, des presses à huile et des unités de tissage notamment.
Le district est relativement bien relié au réseau de transports du pays, étant relié à la nationale no 5, et disposant surtout d'une importante gare de jonction à Khanewal, qui est située sur la ligne reliant Karachi à Peshawar, et qui se subdivise en quatre liaisons. Deux lignes de chemin de fer se dirigent vers le sud, en reliant directement Multan et Lodhran, et deux autres lignes au nord se dirigent vers Faisalabad et Lahore.

## Démographie
Lors du recensement de 1998, la population du district a été évaluée à 2 068 490 personnes, dont environ 18 % d'urbains. Le taux d'alphabétisation était de 40 % environ, dont 54 pour les hommes et 25 pour les femmes.
Le recensement suivant mené en 2017 pointe une population de 2 921 986 habitants, soit une croissance annuelle de 1,83 %, inférieure aux moyennes provinciale et nationale de 2,13 % et 2,4 % respectivement. Le taux d'urbanisation reste semblable, à 19 %.
La langue la plus parlée du district est le pendjabi, certaines minorités parlant saraiki (mais qui n'est parfois considéré que comme un simple dialecte du pendjabi), d'autres parlant haryanvi. Le district compte quelques minorités relieuses, soit 2,2 % d'hindous, 2 % de chrétiens et 0,3 % de sikhs en 1998.

## Administration

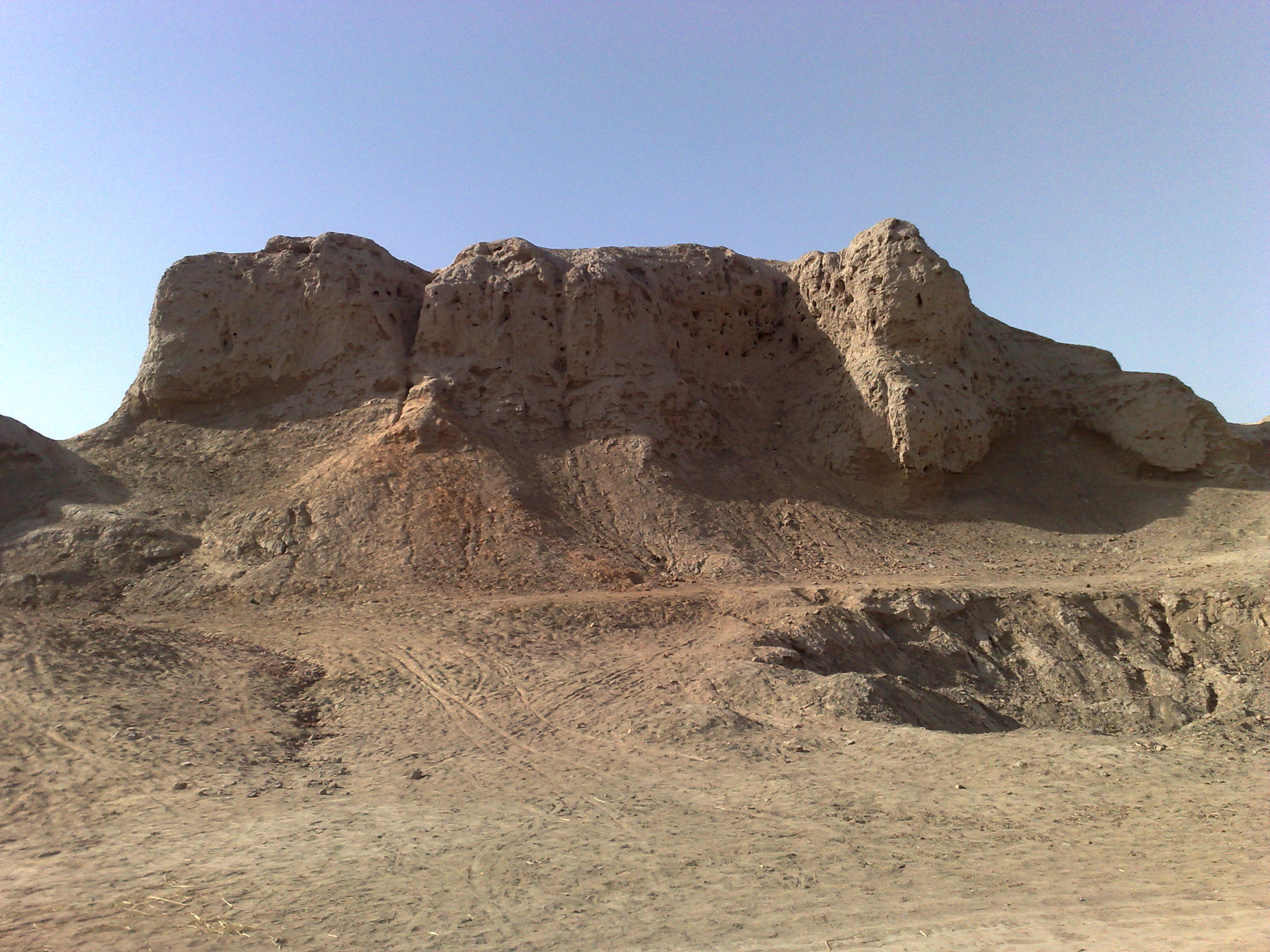
Les ruines de Tulamba près de Mian Channu.

Le district a été créé en 1985 en prenant deux tehsils du district de Multan, Kabirwala et Mian Channu. Les deux autres tehsils ont été créés par la suite, et en 2013, des débats à l'Assemblée provinciale du Pendjab ont lieu pour donner le statut de tehsil à Abdul Hakim, et celui de district séparé au tehsil de Kabirwala.
Le district est divisé en quatre tehsils, Jahanian, Kabirwala, Khanewal et Mian Channu, et 168 Union Councils.
| Tehsil      | Population (rec. 2017) |
| ----------- | ---------------------- |
| Jahanian    | 343 361                |
| Kabirwala   | 959 861                |
| Khanewal    | 856 793                |
| Mian Channu | 761 971                |

Siept villes dépassent les 20 000 habitants, et la capitale Khanewal est de loin la plus importante. Elle regroupait à seule près de 8 % de la population totale du district selon le recensement de 2017. Ces sept villes regroupent quant à elles l'essentiel de la population urbaine, selon le recensement de 2017.
| Ville                | Population (rec. 2017) |
| -------------------- | ---------------------- |
| Khanewal             | 227 059                |
| Mian Channu          | 90 130                 |
| Kabirwala            | 74 699                 |
| Abdul Hakim          | 57 680                 |
| Jehanian             | 43 598                 |
| Tulamba              | 31 986                 |
| Makhdoom Pur Pahuran | 21 189                 |

## Politique
De 2002 à 2018, le district est représenté par les huit circonscriptions no 212 à 219 à l'Assemblée provinciale du Pendjab. Lors des élections législatives de 2008, elles sont remportées par quatre candidats du Parti du peuple pakistanais (PPP), quatre de la Ligue musulmane du Pakistan (N) et deux de la Ligue musulmane du Pakistan (Q), et durant les élections législatives de 2013 elles ont été remportées par six candidats de la Ligue (N) et trois indépendants. À l'Assemblée nationale, il est représenté par les quatre circonscriptions no 160 à 163. Lors des élections de 2008, elles ont été remportées par deux candidats du PPP, un de la Ligue (N) et un de la Ligue (Q), et durant les élections de 2013 elles sont remportées par deux candidats du Mouvement du Pakistan pour la justice et deux candidats de la Ligue (N).
Avec le redécoupage électoral de 2018, Khanewal est représenté par les quatre circonscriptions no 150 à 153 à l'Assemblée nationale et par les huit circonscriptions no 203 à 210 à l'Assemblée provinciale. Lors des élections de 2018, elles sont remportées par six candidats de la Ligue (N), trois du Mouvement pour la justice et trois indépendants.
| Parti                                        | Voix (national) | %       | Élus nationaux | Élus provinciaux |
| -------------------------------------------- | --------------- | ------- | -------------- | ---------------- |
| Mouvement du Pakistan pour la justice        | 388 262         | 41,44 % | 1              | 2                |
| Ligue musulmane du Pakistan (N)              | 335 045         | 35,76 % | 2              | 4                |
| Tehreek-e-Labbaik Pakistan                   | 24 545          | 2,62 %  | 0              | 0                |
| Parti du peuple pakistanais                  | 16 544          | 1,77 %  | 0              | 0                |
| Autres partis                                | 5 596           | 0,60 %  | 0              | 0                |
| Indépendants                                 | 166 949         | 17,82 % | 1              | 2                |
| Total exprimés (participation : 59,61 %)     | 936 941         | 100 %   | 4              | 8                |
| Source : Commission électorale du Pakistan,. |                 |         |                |                  |